# Gerardo Daniel Martino
Gerardo Daniel "Tata" Martino (Rosario, 20 de novembre de 1962) és un futbolista retirat i entrenador de futbol argentí, que ha entrenat entre d'altres el Barça i la selecció de futbol de l'Argentina.
Com a jugador de futbol professional, Martino va jugar a la posició de centrecampista ofensiu. El seu primer equip va ser l'argentí Newell's Old Boys, club del qual era aficionat i on va debutar el 15 de juny del 1980. Pràcticament va estar-hi tota la seva vida en actiu, disputant un total de 488 partits (392 + 81 + 15, en tres etapes) i marcant 37 gols (35 + 2 + 0).
Com a entrenador, ho ha estat de dos clubs paraguaians: el Club Libertad i el Cerro Porteño, amb els quals va guanyar diversos títols. Després va entrenar el seu antic club, el Newell's Old Boys, on es va consagrar com a campió del Torneo Final 2013. Entre 2007 i 2011 va ser el seleccionador del Paraguai, país que va aconseguir classificar-se per al Mundial de Sud-àfrica del 2010, arribant fins a quarts de final. També va disputar la Copa Amèrica 2011, disputada al seu país natal. Durant una temporada, la 2013-2014, va entrenar el Futbol Club Barcelona.

## Biografia
Amb el sobrenom de "Tata", Gerardo Martino va néixer el 1962 a la ciutat de Rosario. D'ascendència italiana, els seus avis eren originaris de Ripacandida, localitat de la província de Potenza a la Basilicata. Va començar la seva carrera com a futbolista a l'edat de 10 anys jugant al Newell's Old Boys, de la seva ciutat natal, desenvolupant-se en la posició de centrecampista.

### Com a jugador

#### Newell's Old Boys
Martino va debutar a primera divisió amb 17 anys el 15 de juny del 1980, en un partit que enfrontava el Newell's contra el Club Atlético Platense.
Va passar gairebé tota la seva carrera esportiva al Newell's Old Boys, equip amb el qual guanyà els campionats 87/88, 90/91 i 1992. És el futbolista que més partits ha disputat amb aquest conjunt, fins a 505, cosa que li va valer ser nomenat, el 2003, "Futbolista més destacat" de la història del club. També és el jugador que ha aconseguit més títols amb l'equip (conjuntament amb Norberto Scoponi, Miguel Ángel Fullana i Juan Manuel Llop).
El primer títol de Martino amb Newell's (el segon del club) va arribar durant el campionat de primera divisió de 1987-88. Aquella temporada va ser la de la seva consagració; la plantilla d'aquell equip és recordada no només per aquella fita, sinó també per estar totalment formada per jugadors provinents de les categories inferiors de l'equip, mèrit que cap altre club ha aconseguit en el futbol professional mundial.
La temporada següent va disputar la Copa Libertadores amb l'equip argentí, en qualitat de campions de Lliga, aconseguint arribar fins a la final, que van perdre contra el Nacional de l'Uruguai.
Ja amb Marcelo Bielsa com a entrenador, Martino va guanyar el Torneig Apertura de l'any 1990, possibilitant així al conjunt argentí jugar-se la final amb el guanyador del Torneig Clausura del 1991.
Després d'un breu període jugant al Club Deportivo Tenerife, a mitjans del 1991 Martino va tornar al Newell's Old Boys per disputar l'últim partit del torneig Clausura '91 i les finals de la temporada 1990/91. Amb un triomf en el partit d'anada (1 a 0, amb un gol d'Eduardo Berizzo, després d'una centrada precisa del "Tata") i una derrota per 1-0 al camp de Boca Juniors, el resultat de l'eliminatòria es va decidir als penals, aconseguint Newell's la victòria i el títol. Amb aquest campionat, Martino aconseguia el seu segon títol personal. Tot i així, no va poder donar la volta olímpica a l'estadi de la Bombonera per haver-se lesionat greument durant el partit.
La temporada 1991-1992, Tata Martino aconseguiria el seu últim títol com a jugador de Newell's, al proclamar-se l'equip campió del Torneig Clausura '92. Aquell mateix any, Gerardo Martino tornaria a quedar subcampió de la Copa Libertadores en ser vençuts pel poderós São Paulo Futebol Clube brasiler de Telê Santana. L'any següent jugaria juntament amb Diego Armando Maradona, en el pas de l'estrella argentina pel Newell's Old Boys.
El 1994, a causa d'un seguit de problemes amb els dirigents de l'equip, seria traspassat al Lanús. Allí hi romandria una temporada, disputant el Torneig Clausura d'aquell any. Tot i així, a mitjans del 1995, impulsat per un fort sentiment de pertinença, Martino tornaria a Newell's per disputar una última temporada amb el seu equip de tota la vida. No obstant, les desavinences amb el president Eduardo José López obligarien a Gerardo Martino abandonar definitivament la seva carrera futbolística al Newell's. La seva marxa del club es va commemorar amb un partit d'homenatge a l'estadi del Newell's, que es trobava en obres. Una de les tribunes passaria a portar el seu nom.

#### Altres equips
A principis del 1991, Gerardo Martino va fer un breu pas pel futbol europeu, concretament al Tenerife, on hi lluiria el número 10. Va debutar el 2 de març en un partit contra el Barça al Camp Nou. Amb l'equip canari va jugar un total de 15 partits, aconseguint marcar un gol davant del Sevilla
El 1996 va jugar al Club Deportivo O'Higgins de Xile. El mateix any va culminar la seva carrera al Barcelona SC equatorià.
Va ser internacional amb la selecció de l'Argentina en 2 ocasions.

### Com a entrenador

#### Primers equips
El 1998, dos anys després d'haver-se retirat com a jugador de futbol, Martino comença la seva carrera com a entrenador a l'Argentina. El seu primer equip va ser el Brown de Arrecifes, que en aquell temps jugava a la Primera B Nacional. Per conformar el seu equip de treball, el Tata va convocar dos excompanys seus del Newell's Old Boys, campions també el 1988: Jorge Pautasso i Jorge Theiler.
Després d'aquesta primera experiència, el 1999 Gerardo Martino entrenaria el Club Atlético Platense i, el 2000, l'Instituto Atlético Central Córdoba.

#### Consagració al Paraguai
Tot i començar la seva carrera com a entrenador a l'Argentina, el 2002 Martino va marxar a entrenar al Paraguai, concretament el Club Libertad, que estava dirigit per Horacio Cartes (president electe del Paraguai per a la legislatura 2013-2018), amb qui va començar una intensa amistat, essent aquest el principal precursor de la seva arribada a la selecció de futbol del Paraguai. Allà va aconseguir-hi els seus primers èxits com a entrenador, aconseguint el Torneig Apertura i el Clausura del 2002 i el Torneig Apertura del 2003.
A finals del 2003 seria contractat pel Cerro Porteño, també del Paraguai, club que aspirava al títol i a lluitar per la Copa Libertadores. Sota la seva direcció, el club obtindria la victòria en els Tornejos Apertura i Clausura del 2004, aquest últim a tres jornades de la finalització. Consagrat al Paraguai després d'haver aconseguit 4 tornejos (els tres últims de manera consecutiva), Martino decideix prendre's uns mesos de descans i renunciar al càrrec d'entrenador del Cerro Porteño a finals del 2004. Segons va explicar el President del club, el Tata havia expressat el seu desig de passar un temps amb la seva família.
A mitjans del 2005 va decidir tornar a la feina, de nou a l'Argentina, per dirigir el Colón de Santa Fe en el Torneig Apertura del 2005. Tot i així, el seu pas va ser breu (21 partits), i els mals resultats el van portar a tornar al Paraguai. Fins aquest moment destaca que, durant els seus primers 7 anys d'entrenador, Martino mai va perdre dos partits consecutius, estadística que es va veure trencada en el seu pas pel Colón.
El mateix any 2005 el Tata tornaria al club on havia aconseguit els seus millors èxits com a entrenador, el Club Libertad. Així com en el seu primer període, Martino tornaria a guanyar el Torneig Apertura i el Torneig Clausura del 2006, aconseguint també arribar a semifinals de la Copa Libertadores d'aquell any.
Finalitzat l'any, Martino havia aconseguit un saldo més que positiu dirigint els equips paraguaians:
- 112 partits dirigits en tornejos locals, amb una efectivitat del 68%
- 28 partits dirigits en tornejos internacionals, amb una efectivitat del 55%

#### Selecció de futbol del Paraguai
A finals del 2006, producte dels campionats obtinguts amb el Libertad i el Cerro Porteño, l'Associació Paraguaiana de Futbol (APF) va oferir a Martino el càrrec d'entrenador de la selecció de futbol del Paraguai, el qual va acceptar. La seva presa de possessió, no obstant, es va retardar uns mesos a causa d'una disputa que la presidència de l'Associació va patir entre Óscar Harrison, el president, i Juan Ángel Napout. Després d'un període de transició, que va arribar a provocar la suspensió de l'inici del torneig local, Harrison va optar per fer un pas enrere. Napout, com a nou president de l'APF, va confirmar al Tata Martino com a nou director tècnic de la selecció nacional, en substitució d'Aníbal "Maño" Ruiz.
Oficialment, Martino va debutar en la Copa Amèrica realitzada a Veneçuela l'any 2007, on Paraguai va superar a Colòmbia per 5-0 i, després, als Estats Units per 3-1. En el tercer i últim partit del grup va ser vençuda per Argentina per 10, amb un gol de Javier Mascherano. Tot i així, Paraguai es va classificar per als quarts de final, on seria derrotat per Mèxic per 6-0.
La seva tasca com a entrenador al front de la selecció va començar a fer-se efectiva a partir del març del 2007, donant els seus fruits amb la consecució de la classificació del Paraguai per a la Copa del Món de Sud-àfrica. En aquesta cita, l'equip entrenat per Gerardo Martino es va classificar en primera posició del Grup F. Tot i no obtenir uns grans resultats, Paraguai va aconseguir un empat contra Itàlia (1-1), una victòria contra Eslovàquia (2-0), i un empat contra Nova Zelanda (0-0). A vuitens de final, l'equip rival era el Japó; el partit es va disputar el 29 de juny, on Paraguai va aconseguir classificar-se per primera vegada en la seva història per a quarts de final, després d'empatar 0-0 i vèncer, en la tanda de penals, per 5-3. Finalment, després d'un partit molt igualat a quarts de final, Paraguai seria eliminat de la competició al perdre per 1-0 contra la que s'acabaria convertint en la campiona del món d'aquella edició, Espanya.
En tornar a Asunción, Martino, conjuntament amb els jugadors i els altres col·laboradors, va ser condecorat amb la "Medalla d'Honor al mèrit esportiu" pel president del Paraguai, Fernando Lugo, com a premi per l'excel·lent tasca realitzada durant el Mundial. Dies després, tot just després d'un breu descans a la seva ciutat natal de Rosario, l'entrenador argentí va comunicar la seva decisió de seguir al front de la selecció nacional durant quatre anys més.
Més tard, en la Copa Amèrica 2011 disputada a l'Argentina, Martino va aconseguir que el Paraguai arribés a la final de la competició continental, on va superar i eliminar els seus rivals de grup (Ecuador, Veneçuela i Brasil). En la final, el Paraguai va ser derrotat per Uruguai per 3-0. Després d'aquesta final, Martino va decidir abandonar la selecció paraguaiana de futbol.
El 17 de novembre d'aquell any, Martino es va convertir, amb 58 partits dirigits, en l'entrenador que més partits ha dirigit amb la selecció de futbol del Paraguai, superant així a Aurelio González Benítez.
En total, des que Martino va assumir la direcció del Paraguai, va jugar un total de 72 partits, sumant oficials i amistosos, dels quals en va guanyar 26, en va empatar 24 i en va perdre 22. La selecció paraguaiana, en l'època del Tata, va aconseguir marcar 84 gols, mentre que en va rebre 62. Va assolir la xifra de 102 punts de 216 possibles, aconseguint una efectivitat del 48%. Considerant només els partits oficials, el seu equip en va jugar 27, obtenint 13 victòries, 6 empats i 8 derrotes, amb un percentatge d'èxit del 55,55%

#### Newell's Old Boys
Després de la sortida d'Hernán Darío Gómez de la Selecció colombiana, es va oferir a Martino la direcció tècnica de la selecció cafetera, però ell no va acceptar-la, preferint entrenar al club dels seus amors, el Newell's Old Boys, degut al mal moment en què el club de Rosario es trobava. Allà va aconseguir no només allunyar-lo del descens, sinó que a més a més va esdevenir el campió del Torneig Final del 2013 i classificar-lo per la Copa Libertadores del 2013. En aquella edició de la màxima competició continental de clubs, el Newell's va arribar fins a les semifinals, on va ser eliminat pel Clube Atlético Mineiro brasiler.

#### Futbol Club Barcelona
El 22 de juliol del 2013, la Junta Directiva del Futbol Club Barcelona va anunciar que seria l'entrenador del primer equip de futbol les dues temporades següents. Arriba a can Barça amb la pretemporada 2013/14 en marxa i a conseqüència de l'adéu de Tito Vilanova, que no pot compatibilitzar la banqueta blaugrana amb el seu nou tractament. S'incorpora al FC Barcelona el 26 de juliol del 2013. És el quart entrenador argentí de la història del Club, després d'Helenio Herrera (1958-60, 1980 i 1980-81), Roque Olsen (1965-67), i César Luis Menotti (1983-84).
Durant la primera temporada al club blau-grana, Martino va ser durament criticat per part de la premsa esportiva espanyola. Es considerava que el canvi d'estil en el joc de l'equip, després d'uns anys d'èxit amb Pep Guardiola i Tito Vilanova com a entrenadors, provocaria un canvi d'hegemonia al futbol espanyol i europeu. Tot i així, al finalitzar la primera volta de la Lliga 2013-2014 el Barça era líder amb 50 punts, després de 19 partits, empatat amb l'Atlètic de Madrid.
En la segona volta de competició, l'equip entrenat per Martino va mantenir el ritme amb l'Atlético de Madrid i el Reial Madrid a les primers posicions, alternant-se uns i altres en la primera posició. No obstant, en pocs dies el Barça va quedar eliminat de la Lliga de Campions de la UEFA contra l'Atlético, va perdre la Copa del Rei contra el Real Madrid (1-2) i va perdre al camp del Granada (1-0), que el deixava en tercera posició a falta de 5 jornades per acabar la Lliga. Aquests mals resultats, que feien presagiar un any en blanc del conjunt culer, van provocar que es tornés a parlar de substituir al Tata Martino com a entrenador. Tot i així, un seguit d'ensopegades dels dos equips de Madrid van tornar a situar al Barça a tres punts del conjunt colchonero a només dues jornades del final, essent l'últim partit al Camp Nou precisament entre els dos primers classificats. Finalment, el Barça va empatar (1-1) amb l'Atlético al Camp Nou, perdent la lliga definitivament.
Tot just acabat l'últim partit de lliga, el 17 de maig, Gerardo Martino va anunciar la seva marxa del conjunt català. Amb la consecució, només, de la Supercopa d'Espanya a principi de temporada, el Tata i la directiva del Barça van acordar rescindir el contracte de l'entrenador argentí. El seu substitut va ser l'entrenador asturià Luis Enrique Martínez.

#### Selecció de l'Argentina
El 12 d'agost de 2014, es va anunciar oficialment que Martino substituiria Alejandro Sabella com a seleccionador de l'Argentina. A la Copa Amèrica 2015, va assolir la final, que va perdre contra Xile als penals. També fou finalista de la final de la Copa América Centenario el 26 de juny de 2016 contra Xile, la qual va tornar a perdre als penals. On 5 juliol 2016, Martino resigned.

#### Atlanta United

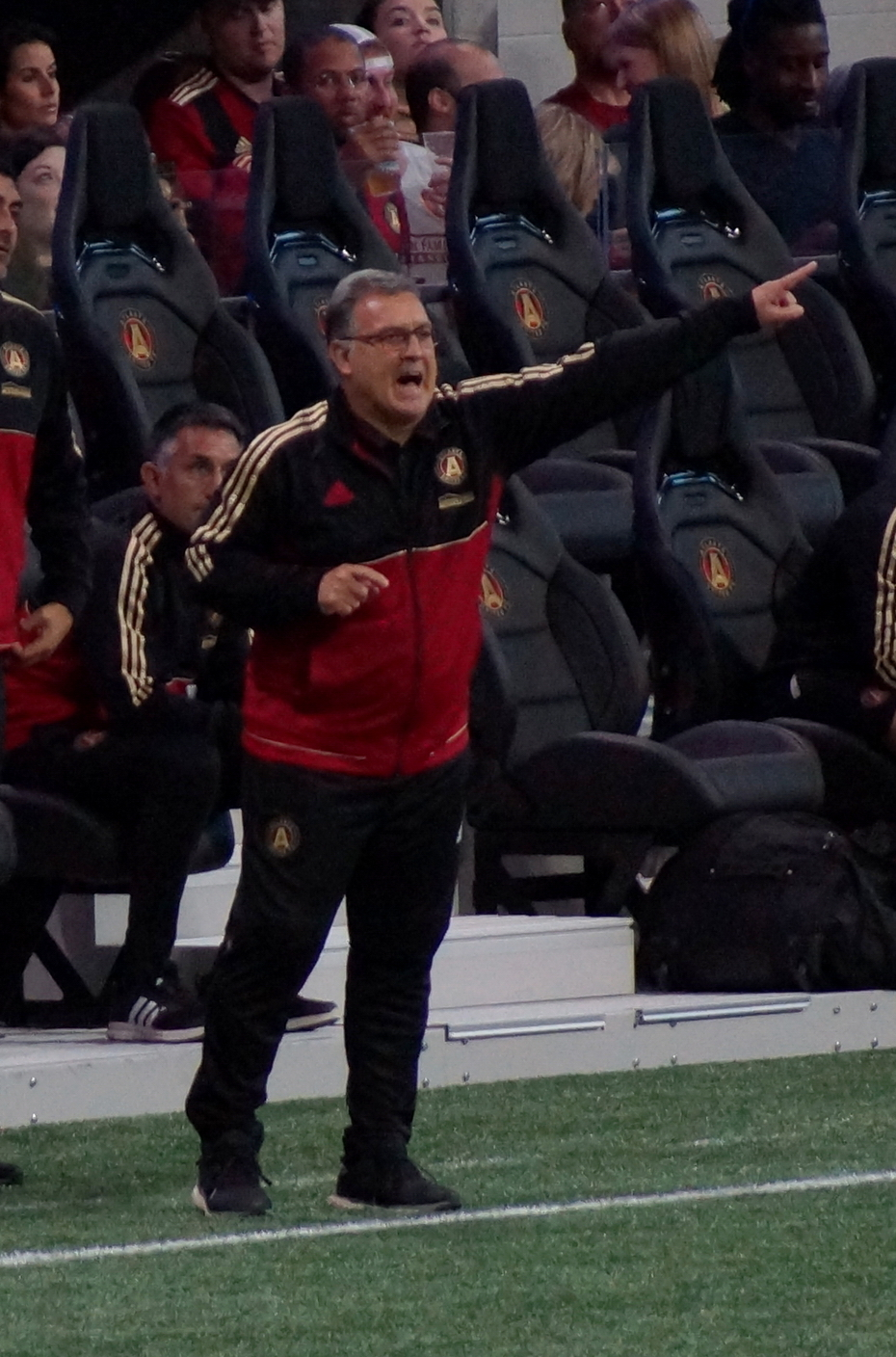
Tata Martino en un partit de l'Atlanta United el 2017

Després de deixar la selecció argentina, Martino fou fitxat com a primer entrenador de l'Atlanta United en la seva temporada inaugural a la Major League Soccer el 17 de setembre de 2016. El 23 d'octubre de 2018, Martino va anunciar que no renovaria el seu contracte amb l'Atlanta United quan acabés la temporada 2018, per raons personals. S'esperava que signés amb la selecció mexicana de futbol. Atlanta va derrotar els Portland Timbers a la MLS Cup, i va així guanyar el seu primer títol, en el darrer partit de Martino amb el club.

#### Selecció de Mèxic
El 7 de gener de 2019, Martino fou nomenat nou entrenador de Mèxic, i tornava així a entrenar una selecció, després d'haver-ho fet amb la selecció argentina el maig de 2016.

## Palmarès

### Com a jugador
Newell's Old Boys
- Primera Divisió argentina (3): 1987–88, 1990–91, Campió Torneig de Clausura 1992

### Com a entrenador
Libertad
- Primera Divisió paraguaiana (3): 2002, 2003, 2006

Cerro Porteño
- Primera Divisió paraguaiana (1): 2004

Newell's Old Boys
- Primera Divisió argentina (1): Campió Torneig Final 2013

Futbol Club Barcelona
- Supercopa d'Espanya (1): 2013[41]

Atlanta United
- Conferència Oest de la MLS (1): 2018
- Copa MLS (1): 2018

Selecció mexicana
- Copa d'Or de la CONCACAF (1): 2019

Inter de Miami
- Supporters' Shield (1): 2024[42]
- Leagues Cup (1): 2023[43]